# 江華島海兵隊銃乱射事件
江華島（カンファド）海兵隊銃乱射事件は、2011年7月4日午前11時50分頃、韓国の仁川広域市江華郡の韓国海兵隊海岸警備小隊にて海兵隊第2師団所属、キム・ミンチャン上等兵 (19歳) がK-2式小銃を奪取、同僚の海兵隊員たちを射撃し手榴弾を爆発させて自殺を企てた事件である。

## 事件の概要
この事件で海兵隊員4名が死亡し、キム上等兵を含む2名が負傷した。また7月6日未明に韓国軍当局は、事件に対する犯行共謀の嫌疑で同じ部隊に所属するチョン・ジュニョク二等兵 (当時20歳) を緊急逮捕した。事件の主犯であるキム・ミンチャン上等兵は、将兵たちの間で新兵にも無視といじめを加える韓国軍内部の一種の文化である期数列外と呼ばれる行為を加えられたことに対する恨みを抱いて犯行を決意したと陳述した。キム上等兵は事故調査団との問答で「あまりに辛い、死にたい。もうこれ以上殴打、いじめ、期数列外があってはならない」と発言した。一方、犯行に加担したチョン二等兵は平素、先任兵たちから深刻ないじめ行為をされた憤怒と不満が内在している状況で、主犯・キム上等兵と共謀したことを明らかにした。死亡者4名の遺体は韓国国立大田顕忠院に埋葬された。

## この事件で明るみに出た問題点
この事件により、期数列外と性醜行 (セクシャルハラスメント) 、新兵恐喝、暴力をはじめとした韓国海兵隊の全般的な内務の不条理が露見するとともに、社会問題化した 。韓国国防部の自主監査で海兵隊では2年間に943名が殴打で治療を受けたことも明るみに出るなどした。また、海兵隊の粗雑な銃器・弾薬の管理も批判の対象に挙げられた。
銃声を聞いた海兵隊員たちは、非常事態発生時のマニュアルによる対応をするどころか、下着姿で部隊を離脱し民家へと全力疾走し逃亡しようとする模様が部隊の周辺の住民たちにより目撃されたりもした。
そして、キム上等兵により銃創を与えられ血を流していたクォン某二等兵が周辺にいた先輩隊員たちに止血を要請したが、先輩たちは止血法を知らないというので、仕方なく自ら服を裂き自身で直接止血し1時間経ってようやく到着した救急車で病院に移送されたことも、問題点として指摘される。
死亡者のうち、パク某上等兵は事故発生直後には生存していたが近隣の病院での応急処置後、韓国国軍首都病院に移送される途中で死亡したものと判明した。このため、早期に応急手術が施されていれば救命できたという主張とともに韓国軍の応急患者移送体制に対する批判も提起された。

## 事後対策
韓国海兵隊当局は、この事件の影響で「兵営文化革新100日作戦」を立案・履行すると発表した。そして、いじめ行為に加担した海兵に対しては赤い名札を取り外し他の部隊へと転出させる方策を推進中であると述べた。
2012年1月、韓国海兵隊司令部の普通軍事法院は、上官殺害などの嫌疑で拘束・起訴されていた主犯のキム・ミンチャンに死刑、チョン・ジュニョクに懲役20年を宣告した。彼らは宣告後すぐに控訴したが、これは大韓民国軍事法院法第406条によれば被告人が死刑、無期懲役または無期禁錮が宣告された判決に対し上訴を放棄することはできず、自動的に控訴がなされるためである。

## 関連事件
- 韓国陸軍訓練所食糞事件 - 2005年に韓国陸軍にて発生したいじめ事件。
- 漣川軍部隊銃乱射事件 - 2005年に韓国陸軍にて発生した銃乱射事件。死者8名。
- 洪川韓国兵士脳腫瘍死亡事件 - 2013年に韓国陸軍にて兵役中の兵士の脳腫瘍の発見が遅れたことによる死亡事件。死者1名。
- 漣川後任兵暴行致死事件 - 2014年に陸軍第28師団にて発生したいじめ暴行死事件。死者1名。
- 江原道高城郡兵長銃乱射事件 - 2014年に陸軍第22師団にて発生した銃乱射事件。死者5名。
- 韓国海軍姜邯賛艦一等兵自殺事件 - 2021年に韓国海軍艦にて兵役中の兵士が集団いじめ・暴行・暴言を苦に自宅にて自殺した事件。死者1名。